# Гусятниковы
Гуся́тниковы — купеческий род, известный с XVII века, один из наиболее уважаемых в Москве XVIII века. При Екатерине II некоторые представители рода возведены в дворянство. По фамилии был назван Гусятников переулок, Гусятниковская улица (в настоящее время — Летниковская) и Гусятниковская площадь (в настоящее время — Манежная).

## Состав рода

### 1-е поколение
Основателем рода считается Сергей Захарьевич Гусятников (? — 1713). Принадлежал к гостиной сотне Москвы. В 1689 году получил должность казённого целовальника Приказа купецких дел, отвечал за Соболиную казну. В его обязанности входил приём пушнины из Сибирского приказа.

### 2-е поколение
Пётр Сергеевич Гусятников (1683 — не ранее 1740), сын Сергея Захарьевича Гусятникова, купец первой гильдии. В 1729 году вместе с несколькими московскими купцами организовал «Питейную компанию», которая получила откуп на продажу вина. В 1730-х года ей принадлежала вся торговля спиртными напитками. В личной собственности у Петра Гусятникова было 17 кабаков, которые приносили 100—150 рублей прибыли в месяц. Для защиты своей монополии купцы окружили Москву Компанейским валом (впоследствии Камер-Коллежский вал) и установили на дорогах посты, препятствовавшие подвозу спиртного в обход откупщиков. Но, в конце концов, деятельность «Питейной компании» стала предметом рассмотрения следственного дела «о злоупотреблениях московских компанейщиков питейных сборов».

### 3-е поколение
Михаил (Михайла) Петрович Гусятников (1713 — 22 октября (2 ноября) 1776), сын Петра Сергеевича Гусятников, вёл самостоятельную торговлю и к 1737 году владел в Москве 13 лавками и 15 станами. Известно, что товары ему поставлялись через Украину. После смерти отца с помощью полученного наследства и при участии ещё четырёх компаньонов: Ивана Черникова, Ивана Обросимова, Пантелея Архипова и Ивана Ножевщикова — стал арендатором казённого шляпного завода, а через два года выкупил его. После пожара в 1748 году Гусятникову пришлось его восстанавливать, при этом производительность предприятия удвоилась. Во второй половине XVIII века Гусятников обратился к полотняному производству: купил в 1750 году фабрику в селе Клишино Зарайского уезда Рязанской губернии, а в 1769 году — фабрику в Москве, ранее принадлежавшую И. И. Овошникову. В итоге клишинская фабрика стала поставлять пряжу для московской, а уже московская изготавливать ткани. Торговля тканями позволила Гусятникову в 1760-е годы самостоятельно выйти на международный рынок и увеличить годовой оборот до 100 тыс. рублей. Помимо текстильной продукции за границу шли юфть, пенька и пушнина, которую Гусятников перепродавал. Был женат на дочери известного московского купца, питейного компанейщика И. И. Иконникова Ирине Ивановне (1723—1771). Известно о рождении у них девяти детей: пять сыновей — Михаил, Пётр, Сергей, Семён и Фёдор; и дочери — Татьяна (1750 — после 1782), Мария (1753 — после 1782), Александра (1756—1779) и Елизавета (1757 — после 1782).  

### 4-е и 5-е поколения
Сыновья Михаила Петровича Гусятникова, Михаил Михайлович Гусятников (1745—1782), Сергей Михайлович Гусятников (1750 — после 1811) и Пётр Михайлович Гусятников (1758 — 8 (20) января 1816), продолжили дело отца после его смерти. После 1785 года последние двое были причислены к сословию именитых граждан в числе всего 11 представителей купеческого сословия. Ещё два сына, Семён и Фёдор, на момент смерти отца не были совершеннолетними, и их наследным капиталом распоряжался старший брат Михаил. Младшие сыновья, по видимому, так и не вступили в права: Семён умер в 1782 году, а Фёдор — в 1791 году.
Михаил Михайлович Гусятников.
Был женат дважды. Во втором браке его женой стала Вера, дочь московского купца первой гильдии Василия Васильевича Суровщикова. У него было три взрослых сына: от первого брака — Николай (1766—1811); от второго — Алексей (1773—1812) и Александр (1779—03.04.1816) — не имевшие к предпринимательству никакого интереса и жившие в доме дяди, Петра Михайловича Гусятникова. Тем не менее, им также удалось войти в число именитых граждан Москвы после 1795 года, причём Алексей добился этого не за счёт капитала более 50 000 рублей, а «по учёной части». После смерти мужа Вера Васильевна Гусятникова снова вышла замуж — за надворного советника Маркела Дмитриевича Мещанинова, связав таким образом и Суровщиковых, и Гусятниковых с выходцами из рода коломенских купцов.
В следующем поколении Гусятниковы перешли на государственную службу. Активной торговлей после 1790 года занимался только Пётр Михайлович Гусятников (хотя он владел лишь 9 лавками из принадлежавших семье 34), а из производственных предприятий к этому времени во владении рода оставалась только клишинская фабрика, которая производила продукции почти на 20000 рублей в год. Расположение фабрики сыграло ключевую роль позднее: когда страна подверглась нашествию Наполеона, владельцы предприятий, не попавших в зону боевых действий, сохранили и приумножили капиталы, в то время как московские промышленники понесли огромные убытки. В 1801 году Пётр Михайлович Гусятников вышел из сословия именитых граждан, снова став купцом первой гильдии.
В 1803 году Николай Михайлович Гусятников (? — 1845), сын Михаила Михайловича Гусятникова, был первым в роду возведён в дворянское достоинство за военную службу (по другим данным, дворянское достоинство первым получил Николай Сергеевич Гусятников, сын Сергея Михайловича Гусятникова).
Дочери Михаила Петровича Гусятникова, имея достойное приданое, успешно вышли замуж. Через Татьяну Михайловну Гусятникову семья породнилась с тульским купцом И. И. Пастуховым. Марья Михайловна Гусятникова стала женой московского купца М. И. Миняева. Александра Михайловна Гусятникова также осталась в Москве, став женой Ивана Панкратьевича Колосова, впоследствии причисленного к сословию именитых граждан. Елизавета Михайловна Гусятникова (1757 — 25 апреля (6 мая) 1791) была в браке за камердинером А. С. Поповым, а, овдовев, родила от графа Фёдора Григорьевича Орлова сыновей Алексея, генерала, участвовавшего в подавлении восстания на Сенатской площади, а впоследствии, — шефа жандармов, князя; Михаила, тоже генерала, декабриста; Владимира и Григория.
Сергей Михайлович Гусятников
Связал род с ещё одними представителями московского купечества, Ситниковыми, взяв в жёны Веру Семёновну Ситникову, правнучку основателя рода Дмитрия Ситникова. Их сын, Семён Сергеевич Гусятников (1784—1845), к середине XIX века оставался последним представителем рода Гусятниковых, занимавшимся предпринимательством, до 1815 года состоял в 1-й гильдии, затем — 3-й гильдии купец.
Пётр Михайлович Гусятников
Первым браком был женат на дочери тульского купца Лариона Лугина, Анне (1764—05.01.1797); вторым (с 5 июля 1798 года) — на лютеранке Наталье Ивановне Вольф (1779— ?), дочери прусского гражданина. У него было несколько детей. Четверо из них, пережившие отца, предпринимательством не занимались. Сыновья Михаил (11.09.1789— после 1816), Пётр (26.06.1800—после 1816) и Владимир вышли из купеческого сословия и обратились к гражданской службе и университетскому образованию. Дочери Гусятникова — Елизавета (19.03.1792—28.07.1793), Софья (08.05.1799—24.12.1799), Елизавета (02.08.1801) и Евгения (1803—1880), вышла замуж за Николая Аполлоновича Майкова и стала известна как писательница. Тем не менее, Пётр Петрович Гусятников увеличил промышленные активы рода, владея тремя полотняными фабриками в Зарайском уезде. Впоследствии он добился дворянского достоинства.

## Владения Гусятниковых
Гусятниковы владели несколькими предприятиями и зданиями:
- Шляпный завод в Москве;
- Полотняная фабрика в Клишино Рязанской губернии;
- Полотняная фабрика в Москве;
- Суконная фабрика;
- Пивоваренный завод;
- более 40 лавок по всей Москве;
- дома на Охотном ряду, Маросейке, Моховой и Мясницкой улицах.

Сохранился дом на углу Мясницкой улицы и Гусятникова переулка, принадлежавший роду Гусятниковых.